# Carlos Pereda
Carlos Pereda Failache (Florida, Uruguay, 1 de abril de 1944), conocido como Carlos Pereda, es un filósofo uruguayo/mexicano, investigador emérito del Instituto de Investigaciones Filosóficas de la UNAM. Es autor de más de 50 artículos, 10 libros y ganador del premio de Ensayo siglo XXI 2008, por su libro Los aprendizajes del exilio.

## Biografía
Carlos Pereda estudió la licenciatura en filosofía y ciencias de la educación en la Universidad de la República, Uruguay, y obtuvo en 1968 el Premio UNESCO a la mejor tesis de licenciatura, otorgado por la Universidad de París X Nanterre, Francia. Realizó su maestría y doctorado en la Universidad de Constanza, Alemania.
En 1979 se incorporó como profesor a la Universidad Autónoma Metropolitana y en 1984, como investigador del Instituto de Investigaciones Filosóficas de la UNAM, México.[cita requerida]
Ha realizado estancias posdoctorales y ha impartido cátedras en la Universidad de Oxford (1979), Universidad de Brown (1982), Fundación Alexander von Humboldt (1986-88), el Consejo Superior de Investigaciones Científicas de España (CSIC) (1993-1994), Universidad de Buenos Aires (1996), Universidad Carlos III (1999, 2006-2007), Universidad de Virginia (2001), Universidad Complutense de Madrid (2003-2004), Universidad de la República (2004), Universidad de Texas (2005), Universidad Nacional de Educación a Distancia de España  (2007) y la Universidad Central de Barcelona (2009).[cita requerida]
En 1998 obtuvo el Premio Universidad Nacional en Investigación en Humanidades de la UNAM y en el 2008, el premio de Ensayo siglo XXI por su libro Los aprendizajes del exilio. Ha sido jurado del Premio Octavio Paz de Poesía y Ensayo (1999) y del Premio Universidad Nacional (1999-2002, 2006-2007). Fue presidente de la Asociación Filosófica de México (1998-2000) y de la Sociedad Interamericana de Filosofía (1998-2004). En noviembre del 2011, el Instituto de Investigaciones Filosóficas celebró un encuentro en honor a su obra y trayectoria: Normatividad y argumentación. Diálogos con Carlos Pereda. Actualmente es miembro del Instituto Internacional de Filosofía.[cita requerida]
Es esposo de la compositora mexicana Marcela Rodríguez. Es creador del libreto de la ópera La Sunamita, de cuya música ella es la autora.

## Pensamiento
Su obra se ocupa principalmente de la herramienta fundamental de la filosofía: la argumentación. Al discutir la naturaleza y utilidad de dicha herramienta, recorre un espectro muy amplio de disciplinas que incluye la epistemología, la ciencia política, la ética y la literatura. Su libro Vértigos argumentales: una ética de la disputa (1994) ofrece una aportación original a la teoría de la argumentación.[cita requerida]

## Libros
- Debates. Fondo de Cultura Económica, México, 1987.
- Conversar es humano. El Colegio Nacional/Fondo de Cultura Económica, México, 1991.
- Razón e incertidumbre. Siglo XXI Editores, Mexico, 1994.
- Vértigos argumentales. Una ética de la disputa. Anthropos, España, 1994.
- Sueños de vagabundos. Un ensayo sobre filosofía, moral y literatura. Visor, España. 1998. Segunda edición corregida y aumentada bajo el título Patologías del juicio. Un ensayo sobre literatura, moral y estética nómada, UNAM-Secretaría del Cultura, 2018.
- Crítica de la razón arrogante. Taurus-Alfaguara, México, 1999.
- Los aprendizajes del exilio. Siglo XXI Editores, México, 2008.
- Sobre la confianza. Herder, Bacerlona, 2009.
- La filosofía y la perspectiva de la extrañeza. Colección Material de Lectura: El ensayo contemporáneo en México, UNAM, México, 2013.
- La filosofía en México en el siglo XX. Apuntes de un participante. Conaculta, México, 2013.
- La libertad. Un panfleto civil. UNAM, México, 2020.

## Libros de docencia
- Carlos Pereda y Edgar González Ruiz. Técnicas de Investigación I. Ediciones Numancia, México, 1986.
- Carlos Pereda y Enrique Serrano. Introducción a la filosofía. Subsecretaría de Educación e Investigaciones Tecnológicas, SEP, México, 1986.

## Libros editados
- Mauricio Beuchot y Carlos Pereda. Hermenéutica, estética e historia. Instituto de Investigaciones Filológicas, UNAM, México, 2001.
- Julio Beltrán y Carlos Pereda. La certeza, ¿un mito? Naturalismo, falibilismo, escepticismo. Instituto de Investigaciones Filosóficas, UNAM, 2002.
- María Herrera Lima, César Gonzáles Ochoa y Carlos Pereda. Memoria y melancolía: reflexiones desde la literatura, la filosofía y la teoría de las artes, UNAM, México 2007.
- Carlos Pereda (ed.), Diccionario de justicia, siglo XXI Editores, México, 2017.
- Carlos Pereda (ed.), Diccionario de injusticias, siglo XXI Editores, México, 2022.